# جاك وولف
جاك وولف (بالإنجليزية: Jack Wolf) ولد في 14 مارس 1935 وتوفي في 12 مايو 2011، باحث أمريكي في نظرية المعلومات ونظرية الترميز، حائز على وسام ريتشارد هامينغ في عام 2004.